# Sklené (okres Žďár nad Sázavou)
Sklené (německy Sklene) je obec v okrese Žďár nad Sázavou v kraji Vysočina. Žije zde 101 obyvatel.
Celá zástavba obce, jakož i téměř celý její katastr leží na Moravě, ale malé okrajové části katastru leží již na území Čech a dříve náležely ke katastru sousední obce Světnova.

## Historie
První písemná zmínka o obci pochází z roku 1407. Sklené zřejmě povstalo v blízkosti dnes už zaniklé vsi Bratroňovice. Někteří badatelé dokonce tvrdí, že Bratroňovice byly opuštěny a o pár let později znovu osídleny a přejmenovány na Sklené. Od 1. července 1980 do 31. prosince 1991 byla obec součástí města Žďár nad Sázavou.
V letech 2006–2010 působil jako starosta Jaroslav Kunc, od roku 2010 tuto funkci vykonává Ing. Dušan Sláma.
| Rok            | 1869 | 1880 | 1890 | 1900 | 1910 | 1921 | 1930 | 1950 | 1961 | 1970 | 1980 | 1991 | 2001 | 2006 | 2014 |
| Počet obyvatel | 510  | 420  | 376  | 338  | 326  | 306  | 251  | 130  | 132  | 101  | 72   | 80   | 95   | 100  | 105  |

## Přírodní památky
V blízkosti obce směrem na Žďár nad Sázavou se nachází přírodní památka Sklenské louky.
Nedaleko obce se v lesním porostu nachází Brožova skála, dříve zvaná Bradelský velký kámen nebo jen zkráceně Bradel. Tato skalka je zmiňována v listině Jindřicha z Lipé, určující polohu hranice mezi osadou Bartoňovice a Vlčkovice. Dnes je okolí Brožovy skalky zalesněno, ale místní si ještě dobře pamatují dobu, kdy z jejího vrcholku byl skvělý výhled na Škrdlovice a Stržanov.
Severně od obce se nachází přírodní rezervace Olšina u Skleného.

## Osobnosti
- Vladimír Šacha (1903–1986), spisovatel, básník a učitel, působil ve Skleném jako ředitel školy (1927–1940)

## Galerie

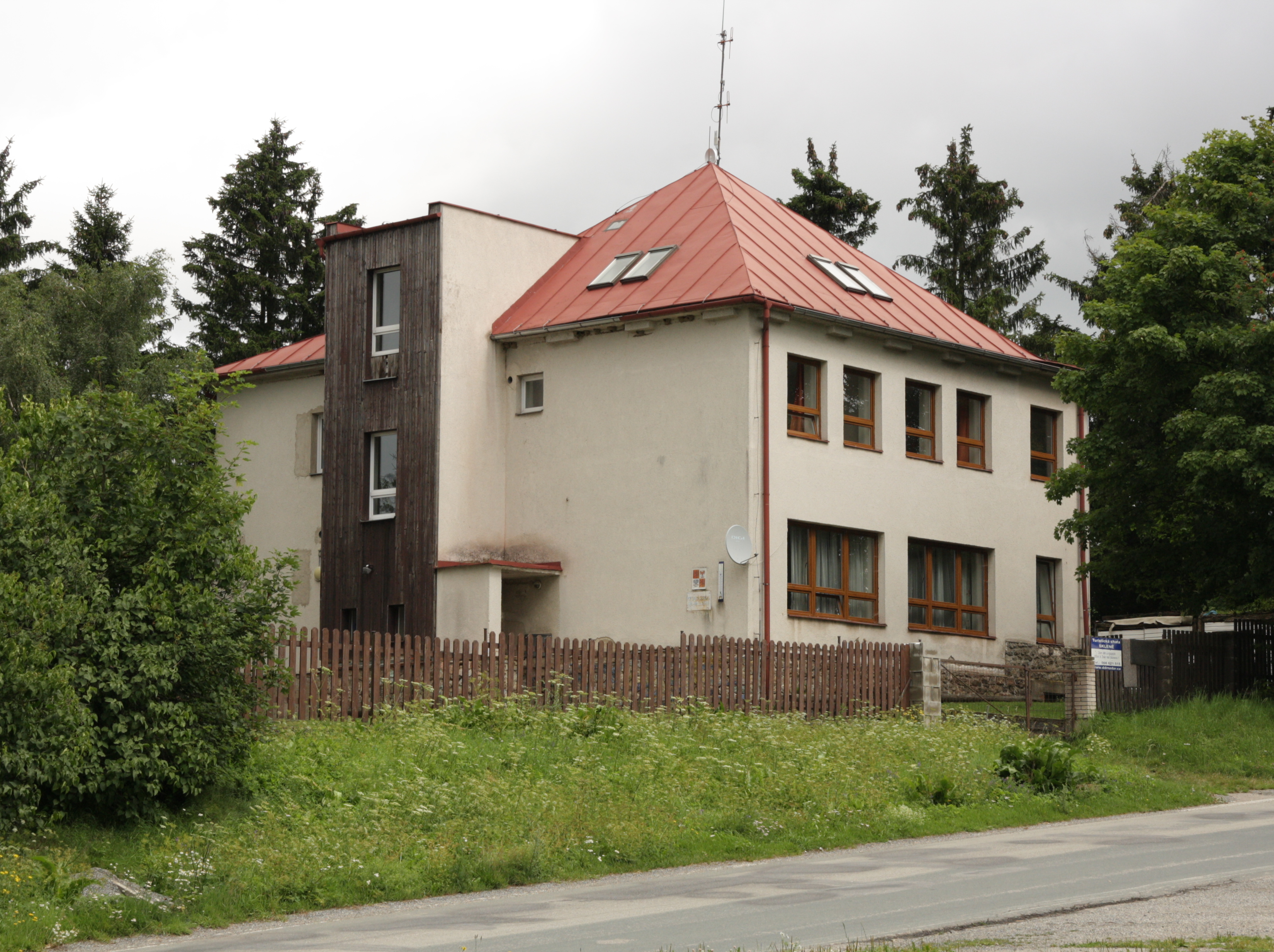
Obecní úřad
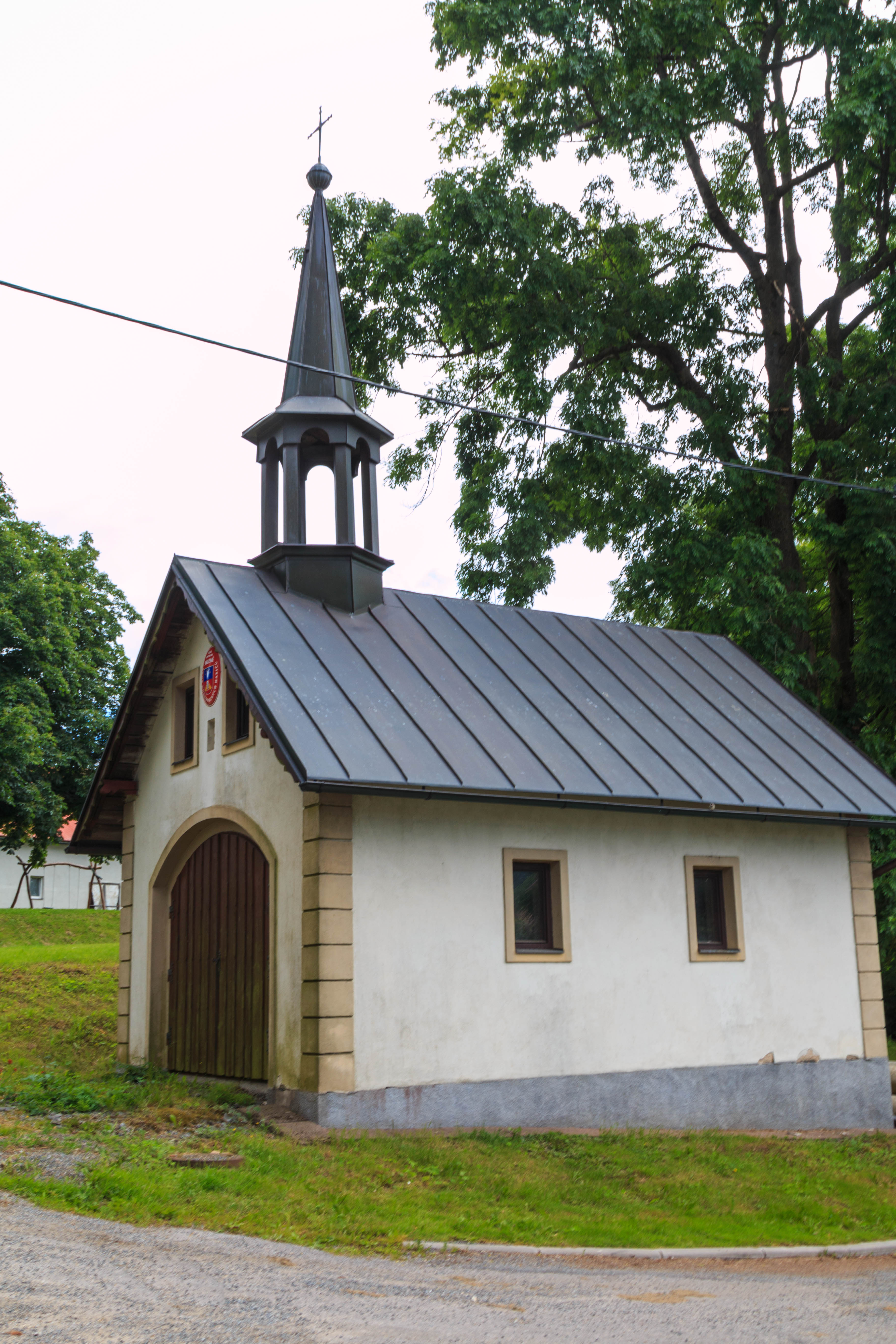
Požární zbrojnice
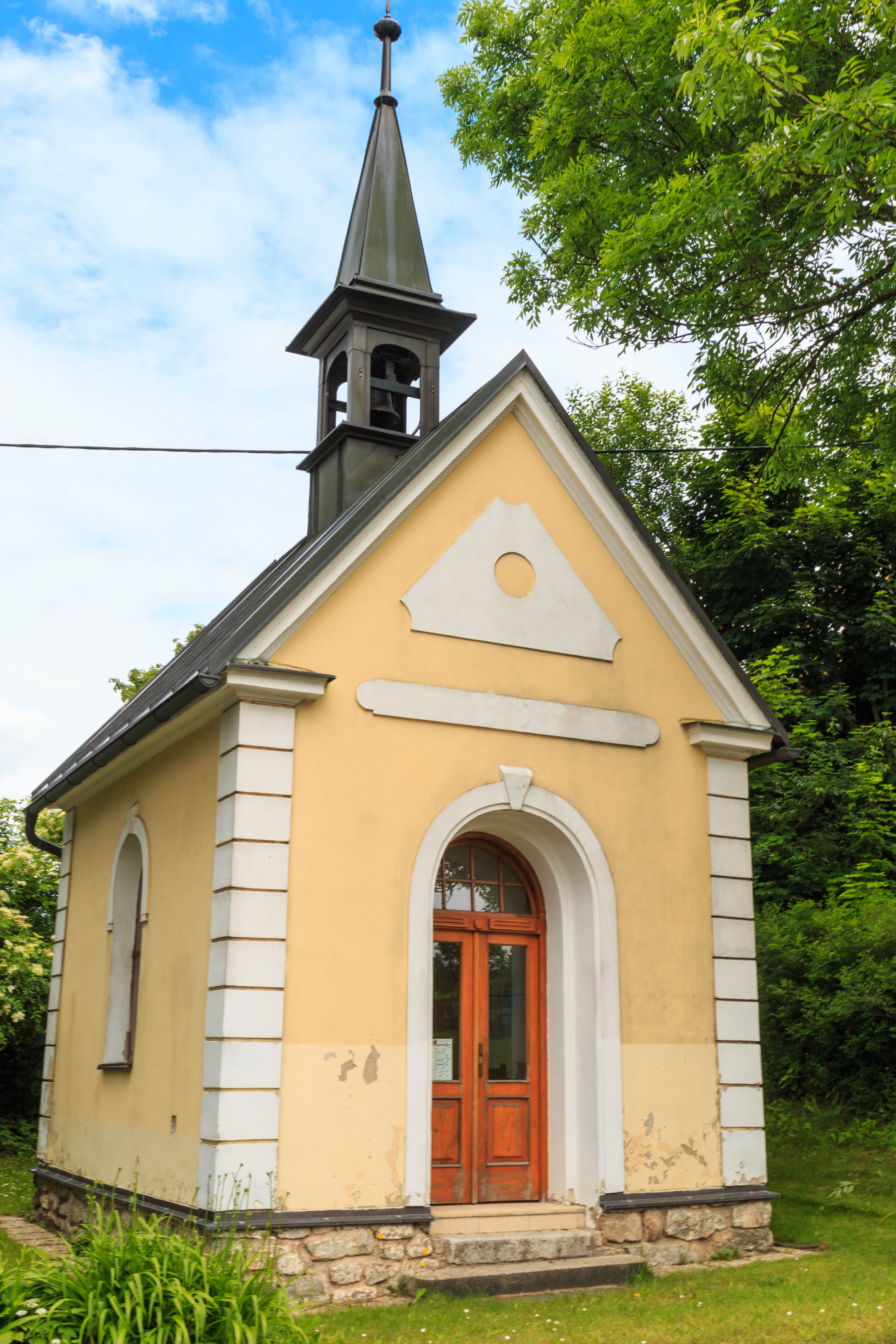
Kaple Narození Panny Marie